# ロベルト・ダイクラーフ

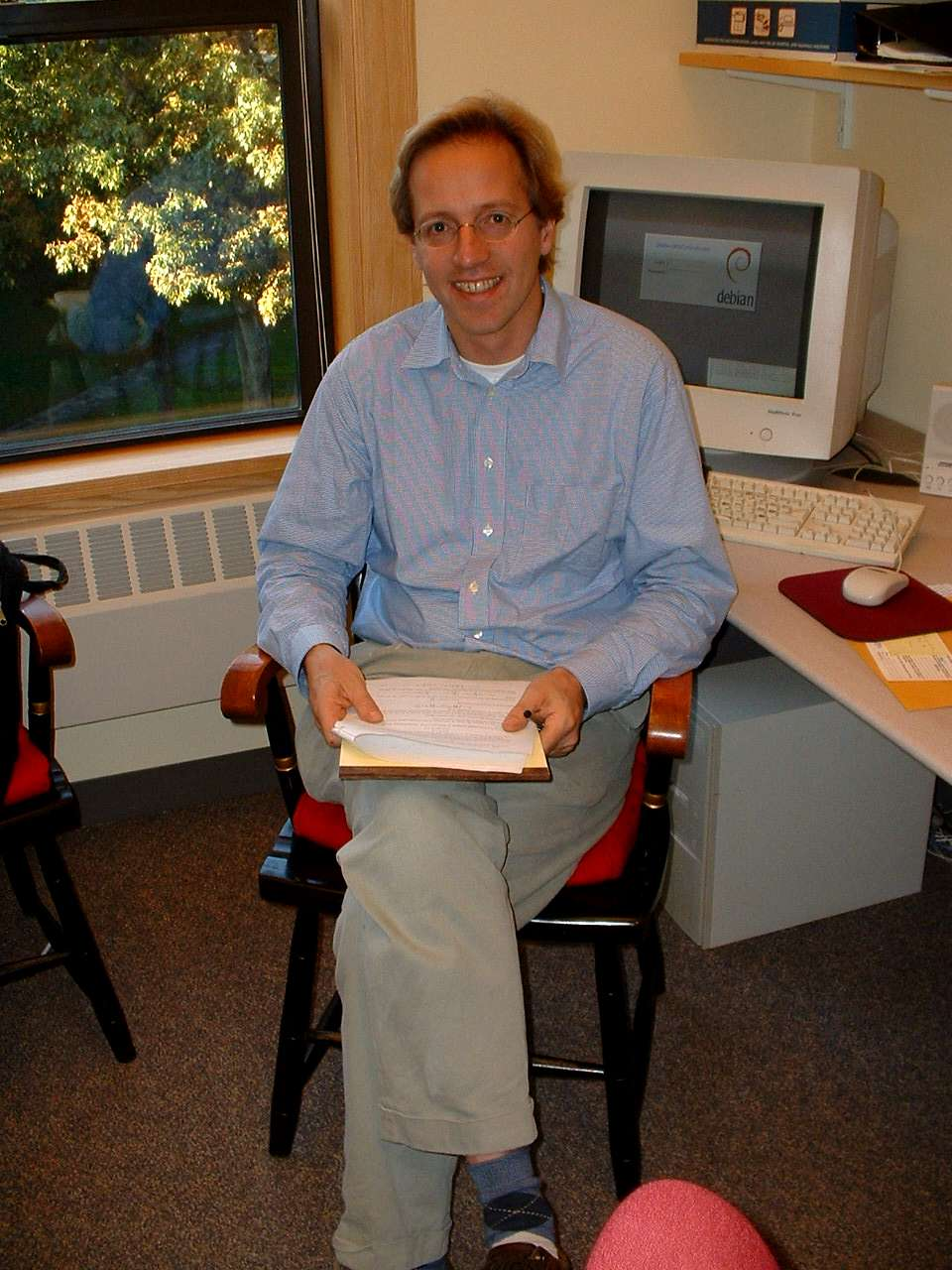
ロベルト・ダイクラーフ

ロベルト・ダイクラーフ（Robbert Dijkgraaf [Robertus Henricus Dijkgraaf], 1960年1月24日 - ）は、オランダの理論物理学者、数理物理学者である。アムステルダム大学理論物理学研究所教授およびアムステルダム大学KdV研究所教授。素粒子理論において中心的人物の一人。

## 人物
ユトレヒト大学、プリンストン大学、プリンストン高等研究所を経てアムステルダム大学数学科教授。1998年より現職。
超弦理論、位相的場の理論はもちろんのこと、代数幾何学、結び目理論、モジュラー形式、力学系まで幅広い関心を持つ。
- 重要な量子不変量である ダイクラーフ・ウィッテン不変量 (Dijkgraaf-Witten invariant)
- ダイクラーフはヴァッファとともに超対称ゲージ理論と 0次元の行列模型との間の双対性に関するダイクラーフ・ヴァッファ理論 (Dijkgraaf-Vafa Theory) を提起した。

## 略歴
- 1960年 - オランダのリッデルケルクに生まれる
- 1982年 - ユトレヒト大学卒業
- 1986年 - ユトレヒト大学で修士号を取得
- 1989年 - ユトレヒト大学のゲラルド・トフーフトのもとで博士号を取得
- 1992年 - アムステルダム大学数学科教授に就任
- 1998年 - 現職に就任
- 2001年 - オランダ物理学会より物理学賞を受賞
- 2003年 - オランダ科学研究機構よりスピノザ賞を受賞
- 2013年 - 理論物理学者代表として初めて、2013年に行われたビルダーバーグ会議に出席